# Chorebus
Chorebus is een geslacht van vliesvleugelige insecten (Hymenoptera) uit de familie van de schildwespen (Braconidae). De wetenschappelijke naam van dit geslacht werd voor het eerst geldig gepubliceerd door Alexander Henry Haliday in 1833.
Chorebus behoort tot de geslachtengroep Dacnusini van de onderfamilie Alysiinae. Het is een groot, kosmopolitisch geslacht met ongeveer 460 erkende soorten in 2016, de meeste daarvan voorkomende in het noordelijke halfrond. Het telt vijf ondergeslachten: Etriptes, Paragyrocampa, Pentalexis, Phaenolexis en Stiphocera.
Chorebus zijn endoparasitoïden van vliegenlarven, meer bepaald mineervliegen en oevervliegen. De Alysiinae, waartoe Chorebus behoort, zijn koinobionte parasitoïden: hun gastheer blijft leven terwijl ze zich erin ontwikkelen, tot aan de verpopping. Ze hebben kenmerkende exodonte (naar buiten gerichte) mandibels, waarmee ze zich bevrijden uit de pop.

## Soorten
Deze lijst van 465 stuks is mogelijk niet compleet.
- C. abantis Ivanov & Tobias, 2006
- C. abaris (Nixon, 1943)
- C. abnormiceps (Nixon, 1946)
- C. abrota (Nixon, 1945)
- C. adnatus Tobias, 1998
- C. affiniformis Docavo, Tormos & Fischer, 2002
- C. affinis (Nees, 1812)
- C. agraules (Nixon, 1945)
- C. agromyzae (Gahan, 1913)
- C. alaskensis (Ashmead, 1902)
- C. albimarginis Griffiths, 1967
- C. albipes (Haliday, 1839)
- C. alecto (Morley, 1924)
- C. alua (Nixon, 1944)
- C. amasis (Nixon, 1945)
- C. amauromyzae Griffiths, 1968
- C. ampliator (Nees, 1834)
- C. anasella (Stelfox, 1952)
- C. anasellus (Stelfox, 1951)
- C. andizhanicus (Tobias, 1966)
- C. angelicae (Nixon, 1945)
- C. angelus Tobias, 1998
- C. angulicapitis Tobias, 1998
- C. anita (Nixon, 1943)
- C. aphantus (Marshall, 1896)
- C. apollyon (Morley, 1924)
- C. aquaticus Muesebeck, 1950
- C. ares (Nixon, 1944)
- C. armida (Nixon, 1945)
- C. artemisiellus Griffiths, 1968
- C. asini (Docavo Alberti, 1965)
- C. asper Tobias, 1998
- C. asperrimus Griffiths, 1968
- C. asphodeli Griffiths, 1968
- C. asramenes (Nixon, 1945)
- C. astigma (Ashmead, 1901)
- C. atis (Nixon, 1943)
- C. auctus Tobias, 1998
- C. avesta (Nixon, 1944)
- C. axillaris Fischer, Lashkari Bod, Rakhshani & Talebi, 2011
- C. badius Papp, 2005
- C. baeticus Griffiths, 1967
- C. bathyzonus (Marshall, 1895)
- C. bensoni (Nixon, 1943)
- C. bermus Papp, 2009
- C. bibulus Tobias, 1998
- C. bicoloratus Tobias, 1998
- C. bres (Nixon, 1944)
- C. brevicornis (Thomson, 1895)
- C. brevifemur (Tobias, 1962)
- C. brevitarsis Tobias, 1998
- C. brevivalvis Tobias, 1998
- C. brunnipes Tobias, 1998
- C. buffelsnakensis Fischer, 2005
- C. buhri Griffiths, 1967
- C. buryaticus Tobias, 1998
- C. caelebs (Nixon, 1944)
- C. caesariatus Griffiths, 1967
- C. calthae Griffiths, 1967
- C. cambricus Griffiths, 1968
- C. canace Tobias, 1998
- C. canariensis Griffiths, 1967
- C. catron Papp, 2009
- C. catta (Nixon, 1945)
- C. cephalotes Tobias, 1998
- C. cinctus (Haliday, 1839)
- C. citreus Papp, 2009
- C. claripennis Griffiths, 1984
- C. compressiiventris (Telenga, 1935)
- C. concinnus (Telenga, 1935)
- C. confusus (Ashmead, 1889)
- C. convergens Papp, 2009
- C. costai Docavo Alberti, 1962
- C. coxator (Thomson, 1895)
- C. crassicornis Tobias, 1998
- C. crassipes (Stelfox, 1954)
- C. crassitelus (Provancher, 1886)
- C. credne (Nixon, 1944)
- C. credulus Tobias, 1998
- C. crenesulcis Fischer, Tormos, Pardo & Jimenez, 2002
- C. crenulatus (Thomson, 1895)
- C. creteus Tobias, 1998
- C. crocale (Nixon, 1945)
- C. cubiculus Papp, 2009
- C. cubicus Tobias, 1998
- C. cubocephalus (Telenga, 1935)
- C. cultratus (Tobias, 1962)
- C. curtipes Tobias, 1998
- C. cybeleius Tobias, 1998
- C. cylindratus Tobias, 1998
- C. cylindricus (Telenga, 1935)
- C. cyparissa (Nixon, 1944)
- C. cyparissus (Nixon, 1944)
- C. cytherea (Nixon, 1937)
- C. cytherius Tobias, 1998
- C. chankaensis Tobias, 1998
- C. chenopodii Griffiths, 1984
- C. chrysotegula Tobias, 1998
- C. chrysoventris Tobias, 1998
- C. dacnusoides Tobias, 1998
- C. dagda (Nixon, 1943)
- C. daimenes (Nixon, 1945)
- C. declivis Tobias, 1998
- C. deione (Nixon, 1944)
- C. densepunctatus Burghele, 1959
- C. dentatus (Tobias, 1962)
- C. denticurvatus Pardos, Tormos & Verdu, 2001
- C. dentifer (Thomson, 1895)
- C. dentiferus (Thomson, 1895)
- C. dentisignatus Docavo, Tormos & Fischer, 2002
- C. detorqus Papp, 2005
- C. didas (Nixon, 1944)
- C. difficilis Griffiths, 1968
- C. dilatatus Tobias, 1998
- C. dilatus Tobias, 1998
- C. diremtus (Nees, 1834)
- C. dirona (Nixon, 1945)
- C. divergens Tobias, 1998
- C. dmitrii Tobias, 1998
- C. dumitus Tobias, 1999
- C. eaous Tobias, 1998
- C. ebedus Papp, 2009
- C. elegans Tobias, 1998
- C. endymion Griffiths, 1967
- C. enephes (Nixon, 1945)
- C. ergias (Nixon, 1945)
- C. erigens Tobias, 1998
- C. eros (Nixon, 1937)
- C. erythrogaster (Szepligeti, 1901)
- C. esbelta (Nixon, 1937)
- C. eucodonis Griffiths, 1984
- C. euryale (Nixon, 1944)
- C. expansus Tobias, 1998
- C. falcator Tobias, 1998
- C. fallaciosae Griffiths, 1967
- C. fallax (Nixon, 1937)
- C. femoratus (Tobias, 1962)
- C. filicornis Tobias, 1998
- C. flagellaris Tobias, 1998
- C. flagrator Tobias, 1998
- C. flavescens Tobias, 1998
- C. flavicornis Tobias, 1998
- C. flavipes (Goureau, 1851)
- C. flavipleuris Tobias, 1998
- C. flavocinctus (Ashmead, 1889)
- C. flavotestaceus Tobias, 1998
- C. fordi (Nixon, 1954)
- C. foveolus (Haliday, 1839)
- C. fragilosus Fischer, Tormos, Pardo & Jimenez, 2002
- C. freya (Nixon, 1943)
- C. fumimembris Tobias, 1998
- C. fumipennis Tobias, 1998
- C. fumoala Papp, 2009
- C. fuscipennis (Nixon, 1937)
- C. galii Griffiths, 1984
- C. ganesa (Nixon, 1945)
- C. ganesus (Nixon, 1945)
- C. gedanensis (Ratzeburg, 1852)
- C. geminus (Tobias, 1962)
- C. gentianellus Griffiths, 1967
- C. glaber (Nixon, 1944)
- C. glabriculus (Thomson, 1895)
- C. globosus Tobias, 1998
- C. gnaphalii Griffiths, 1967
- C. gnaruris Tobias, 1998
- C. gozmanyi Papp, 2007
- C. gracilipes (Thomson, 1895)
- C. granulosus Docavo, Tormos & Fischer, 2002
- C. griffithsi Zaykov, 1984
- C. groschkei Griffiths, 1967
- C. gyrinus (Marshall, 1895)
- C. harringtoni (Ashmead, 1902)
- C. hector Papp, 2009
- C. herbigradus (Tobias, 1962)
- C. heringianus Griffiths, 1967
- C. hilaris Griffiths, 1967
- C. hirtigena Stelfox, 1957
- C. hirtipes Tobias, 1998
- C. hova (Granger, 1949)
- C. humeralis Griffiths, 1968
- C. ibericus Griffiths, 1967
- C. ilvus Papp, 2009
- C. incertus (Goureau, 1851)
- C. interjectus (Tobias, 1962)
- C. interstinctus Tobias, 1998
- C. interstitialis (Thomson, 1895)
- C. ioni Lozan & Tobias, 2002
- C. iphianassa Ivanov & Tobias, 2006
- C. iphias (Nixon, 1943)
- C. iridicola (Gahan, 1919)
- C. iridis Griffiths, 1968
- C. irkutensis Tobias, 1998
- C. irriguus Papp, 2009
- C. kama (Nixon, 1945)
- C. kamtshaticus Tobias, 1998
- C. karelicus Tobias, 1986
- C. kasparyani Tobias, 1998
- C. kerzhneri Tobias, 1998
- C. kirvus Tobias, 1999
- C. knautiae Griffiths, 1967
- C. kunashiri Tobias, 1998
- C. kunashiricus Tobias, 1998
- C. ladogae Tobias, 1986
- C. laetabilis Tobias, 1998
- C. laeviceps (Cresson, 1872)
- C. lanigerus (Stelfox, 1957)
- C. lanulosus Tobias, 1998
- C. lanzarotensis Fischer, Tormos, Pardo & Jimenez, 2004
- C. lar (Morley, 1924)
- C. larides (Nixon, 1944)
- C. lateralis (Haliday, 1839)
- C. latidens Tobias, 1998
- C. latiradialis Tobias, 1998
- C. leleji Tobias, 1998
- C. leptogaster (Haliday, 1839)
- C. liliputanus Fischer, Tormos, Docavo & Pardo, 2004
- C. limnicola (Nees, 1812)
- C. lissonotum Tobias, 1998
- C. lissopleuris Tobias, 1998
- C. lonchopterae (Ruschka, 1926)
- C. longiarticulis Fischer, Lashkari Bod, Rakhshani & Talebi, 2011
- C. longicornis (Nees, 1811)
- C. longitarsis Tobias, 1998
- C. longitemporis Tobias, 1998
- C. longiterebralis Tobias, 1998
- C. longiventris Docavo, Fischer & Tormos, 2001
- C. lugubris (Nixon, 1937)
- C. luzulae Griffiths, 1967
- C. lychnidis Griffiths, 1967
- C. macrocerus Tobias, 1998
- C. macrornatus Tobias, 1998
- C. maculigastrus Shenefelt, 1974
- C. marshakovi Tobias, 1998
- C. medvedevi Perepechayenko, 2009
- C. melanicus Papp, 2009
- C. melanophytobiae Griffiths, 1968
- C. menes Tobias, 1998
- C. meracus Tobias, 1998
- C. merellus (Nixon, 1937)
- C. merion (Nixon, 1945)
- C. metallicus Griffiths, 1968

- C. micros Tobias, 1998
- C. microsoma Tobias, 1998
- C. minimus (Cresson, 1872)
- C. minor Tobias, 1998
- C. minutissimus Tobias, 1998
- C. minutus (Telenga, 1935)
- C. miodes (Nixon, 1949)
- C. miodioides Fischer, 1999
- C. misellus (Marshall, 1895)
- C. mitra (Nixon, 1945)
- C. mitrus (Nixon, 1945)
- C. mollipilosus Fischer, 2010
- C. monfreya Papp, 2005
- C. moniliatus Tobias, 1998
- C. monilicornis Tobias, 1998
- C. monitor Tobias, 1998
- C. mucronatus (Telenga, 1935)
- C. mufrius Tobias, 1998
- C. myles (Nixon, 1943)
- C. mysteriosus Perepechayenko, 2000
- C. nanus (Nixon, 1943)
- C. navicularis (Nees, 1812)
- C. necessarius Tobias, 1998
- C. nerissa (Nixon, 1937)
- C. nerissus (Nixon, 1937)
- C. nigricapitis Wharton, 1991
- C. nigridiremptus Fischer, Lashkari Bod, Rakhshani & Talebi, 2011
- C. nigrifrons (Brethes, 1921)
- C. nigriridis Tobias, 1998
- C. nigriscaposus (Nixon, 1949)
- C. nigritibialis Tobias, 1998
- C. nigrosoma Tobias, 1998
- C. ninella (Nixon, 1945)
- C. nitidus (Tobias, 1966)
- C. nixoni Burghele, 1959
- C. nobilis Griffiths, 1968
- C. nomia (Nixon, 1937)
- C. nomioides Tobias, 1997
- C. norae Graham, 1986
- C. notaulicus Tobias, 1998
- C. notus Tobias, 1998
- C. nydia (Nixon, 1937)
- C. obliquus (Thomson, 1895)
- C. obscurator Jimenez & Tormos, 1988
- C. obscuripes (Ruschka, 1913)
- C. occultus Papp, 2009
- C. oltenicus (Burghele, 1960)
- C. omolonicus Tobias, 1998
- C. ophthalmicus (Tobias, 1962)
- C. orbiculatae Griffiths, 1967
- C. oreoselini Griffiths, 1967
- C. orientalis Tobias, 1998
- C. orisellus Papp, 2005
- C. orissa (Nixon, 1944)
- C. oritias (Nixon, 1945)
- C. ornatus (Telenga, 1935)
- C. ovalis (Marshall, 1896)
- C. pachysemoides Tobias, 1998
- C. pallidus (Riegel, 1982)
- C. paracredne Tobias, 1998
- C. paranigricapitis Berry, 2007
- C. partimpilosus Fischer, 1999
- C. parvungula (Thomson, 1895)
- C. parvungulus (Thomson, 1895)
- C. parvus (Provancher, 1883)
- C. paucipilosus Fischer, 2004
- C. pelion (Nixon, 1944)
- C. pellax Tobias, 1998
- C. percussor Tobias, 1998
- C. peremptor Tobias, 1998
- C. perkinsi (Nixon, 1944)
- C. petiobrevis Docavo, Fischer & Tormos, 2001
- C. petiolaris Tobias, 1998
- C. petiolatus (Nees, 1834)
- C. phaedra (Nixon, 1937)
- C. piliventris (Tobias, 1971)
- C. pilosiscutum Tobias, 1998
- C. pimpinellae Griffiths, 1967
- C. pinguis Tobias, 1998
- C. pione (Nixon, 1944)
- C. plumbeus Tobias, 1998
- C. poemyzae Griffiths, 1968
- C. polygoni Griffiths, 1967
- C. pospelovi (Kurdjumov, 1912)
- C. posticus (Haliday, 1839)
- C. pratensis (Tobias, 1962)
- C. propediremptum Fischer, Tormos, Docavo & Pardo, 2004
- C. properesam Fischer, Lashkari Bod, Rakhshani & Talebi, 2011
- C. propinquus Tobias, 1998
- C. prosper (Nixon, 1945)
- C. pseudoasini Docavo & Tormos, 1998
- C. pseudoasphodeli Tormos, Pardo, Jimenez, Asis & Gayubo, 2003
- C. pseudoasramenes Tormos, Pardo, Jimenez, Asis & Gayubo, 2003
- C. pseudometallicus Docavo & Tormos, 1998
- C. pseudomisellus Griffiths, 1968
- C. pulchellus Griffiths, 1967
- C. pulverosus (Haliday, 1839)
- C. pullulus Tobias, 1998
- C. punctum (Goureau, 1851)
- C. punctus (Goureau, 1851)
- C. pusiculus Papp, 2009
- C. querceti Tobias, 1998
- C. resa (Nixon, 1937)
- C. resus (Nixon, 1937)
- C. rhanis (Nixon, 1943)
- C. risilis (Nixon, 1949)
- C. rodericki Berry, 2007
- C. rondanii (Giard, 1904)
- C. rostratae Griffiths, 1984
- C. rotundifossa Tobias, 1998
- C. rotundiventris (Thomson, 1895)
- C. rousseaui (Schulz, 1907)
- C. rubicundulus Tobias, 1998
- C. rubicundus Griffiths, 1968
- C. ruficollis (Stelfox, 1957)
- C. rufimarginatus (Stelfox, 1954)
- C. rufipes (Nees, 1812)
- C. rufiventris Tobias, 1998
- C. rugipleuris Tobias, 1998
- C. sachemellus (Viereck, 1917)
- C. sakhalinensis Tobias, 1998
- C. sakhalinicus Tobias, 1998
- C. salvoi Jimenez & Tormos, 1988
- C. sativi (Nixon, 1943)
- C. scabiosae Griffiths, 1967
- C. scabrifossa Stelfox, 1957
- C. sculptitergum Tobias, 1998
- C. scythicus Perepechayenko, 2004
- C. schlicki Griffiths, 1968
- C. seimchanicus Tobias, 1998
- C. selene (Nixon, 1937)
- C. semifumosus Tobias, 1998
- C. senes Papp, 2009
- C. senilis (Nees, 1812)
- C. separatus (Telenga, 1935)
- C. sera (Nixon, 1937)
- C. serenus Tobias, 1998
- C. serus (Nixon, 1937)
- C. singularis (Tobias, 1962)
- C. siniffa (Nixon, 1937)
- C. sinuosus Tobias, 1998
- C. solstitialis (Stelfox, 1951)
- C. spasskensis Tobias, 1998
- C. spatulatus (Provancher, 1886)
- C. spenceri Griffiths, 1964
- C. sphaeroides Tobias, 1998
- C. sphaerothorax Tobias, 1998
- C. stagnalis (Heymons, 1908)
- C. stenocentrus (Thomson, 1895)
- C. stenocera (Thomson, 1895)
- C. stenocerus (Thomson, 1895)
- C. stilifer Griffiths, 1968
- C. stolyarovi Perepechayenko, 2008
- C. striola Stelfox, 1957
- C. subabaris Tobias, 1998
- C. subampliator Tobias, 1998
- C. subasper Griffiths, 1968
- C. subauctus Tobias, 1998
- C. subcubicus Papp, 2009
- C. subcylindratus Tobias, 1998
- C. subexpansus Tobias, 1998
- C. subfuscipennis Tobias, 1986
- C. subfuscus Griffiths, 1968
- C. subnerissa Tobias, 1998
- C. subpetiolatus Tobias, 1998
- C. subsativi Tobias, 1998
- C. sulciferus Tobias, 1998
- C. sulcimarginis Tobias, 1998
- C. sylvestris Griffiths, 1967
- C. talaris (Haliday, 1839)
- C. talpigo Papp, 2005
- C. tamiris (Nixon, 1943)
- C. tamsi (Nixon, 1944)
- C. tanis (Nixon, 1945)
- C. tenellae Griffiths, 1967
- C. tenuicornis Tobias, 1998
- C. tenuivalvis Tobias, 1998
- C. terebrator Tobias, 1998
- C. tergoflavus Docavo, Fischer & Tormos, 2001
- C. testaceipes Griffiths, 1968
- C. thalictri Griffiths, 1967
- C. thecla (Nixon, 1943)
- C. thisbe (Nixon, 1937)
- C. thomsoni (Roman, 1917)
- C. thoracicus Tobias, 1998
- C. thorpei Berry, 2007
- C. thusa (Nixon, 1937)
- C. tibialis Tobias, 1998
- C. tobiasi Lozan, 2004
- C. transversus (Nixon, 1954)
- C. trapesus Papp, 2009
- C. tridens Tobias, 1998
- C. trilobomyzae Griffiths, 1968
- C. tripartitus (Spinola, 1851)
- C. trjapitzini Tobias, 1986
- C. tshukoticus Tobias, 1998
- C. tumidus (Tobias, 1966)
- C. turcomanus (Tobias, 1966)
- C. uliginosus (Haliday, 1839)
- C. uma (Nixon, 1944)
- C. unicus Papp, 2009
- C. uralicus Tobias, 1986
- C. ussuricus Tobias, 1998
- C. ussuriensis Tobias, 1998
- C. uzon Tobias, 1998
- C. varicornis Tobias, 1998
- C. varuna (Nixon, 1945)
- C. venustulus Tobias, 1998
- C. venustus (Tobias, 1962)
- C. veratri Griffiths, 1968
- C. vernalis Griffiths, 1968
- C. verticalis Tobias, 1986
- C. vicinus Fischer, Tormos, Docavo & Pardo, 2004
- C. vitripennis Griffiths, 1968
- C. vodaron Papp, 2009
- C. voltor Papp, 2009
- C. votivus Tobias, 1998
- C. xanthaspidae Griffiths, 1968
- C. xanthotegula Tobias, 1998
- C. xiphidius Griffiths, 1967
- C. xsarus Papp, 2007
- C. xylostellus Griffiths, 1967
- C. zarghanensis Fischer, Lashkari Bod, Rakhshani & Talebi, 2011
- C. zuntus Papp, 2009